# Radosław Rybkowski
Radosław Rybkowski – polski teatrolog i politolog, doktor habilitowany nauk społecznych, profesor uczelni Uniwersytetu Jagiellońskiego. Wykładowca w Instytucie Amerykanistyki i Studiów Polonijnych UJ.

## Kariera naukowa
W 1995 r. ukończył studia magisterskie w zakresie teatrologii w Instytucie Filologii Polskiej UJ. 23 marca 2000 r. uzyskał na Wydziale Filologicznym UJ stopień doktora nauk humanistycznych w dyscyplinie literaturoznawstwa na podstawie pracy Strategie promowania kariery aktorskiej na przykładzie amerykańskich występów Heleny Modrzejewskiej i Sary Bernhardt, której promotorem był Emil Orzechowski. 11 czerwca 2013 uzyskał na Wydziale Studiów Międzynarodowych i Politycznych UJ stopień doktora habilitowanego nauk społecznych w dyscyplinie nauk o polityce na podstawie dorobku naukowego i rozprawy Ziemią i pieniędzmi. Początki federalnej polityki wobec szkolnictwa wyższego w Stanach Zjednoczonych Ameryki, 1787-1890.
W macierzystym instytucie pełni funkcję kierownika Zakładu Kultury Amerykańskiej. Funkcję dyrektora instytutu pełnił w 1. kadencji w latach 2016-2020, a w 2. kadencji od 2024.